# Reformierte Kirche San Bastian (Zernez)

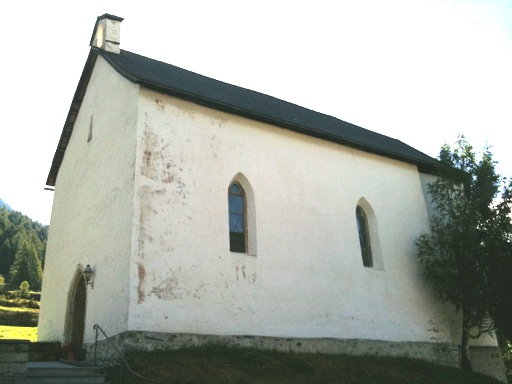
Kirche San Bastian

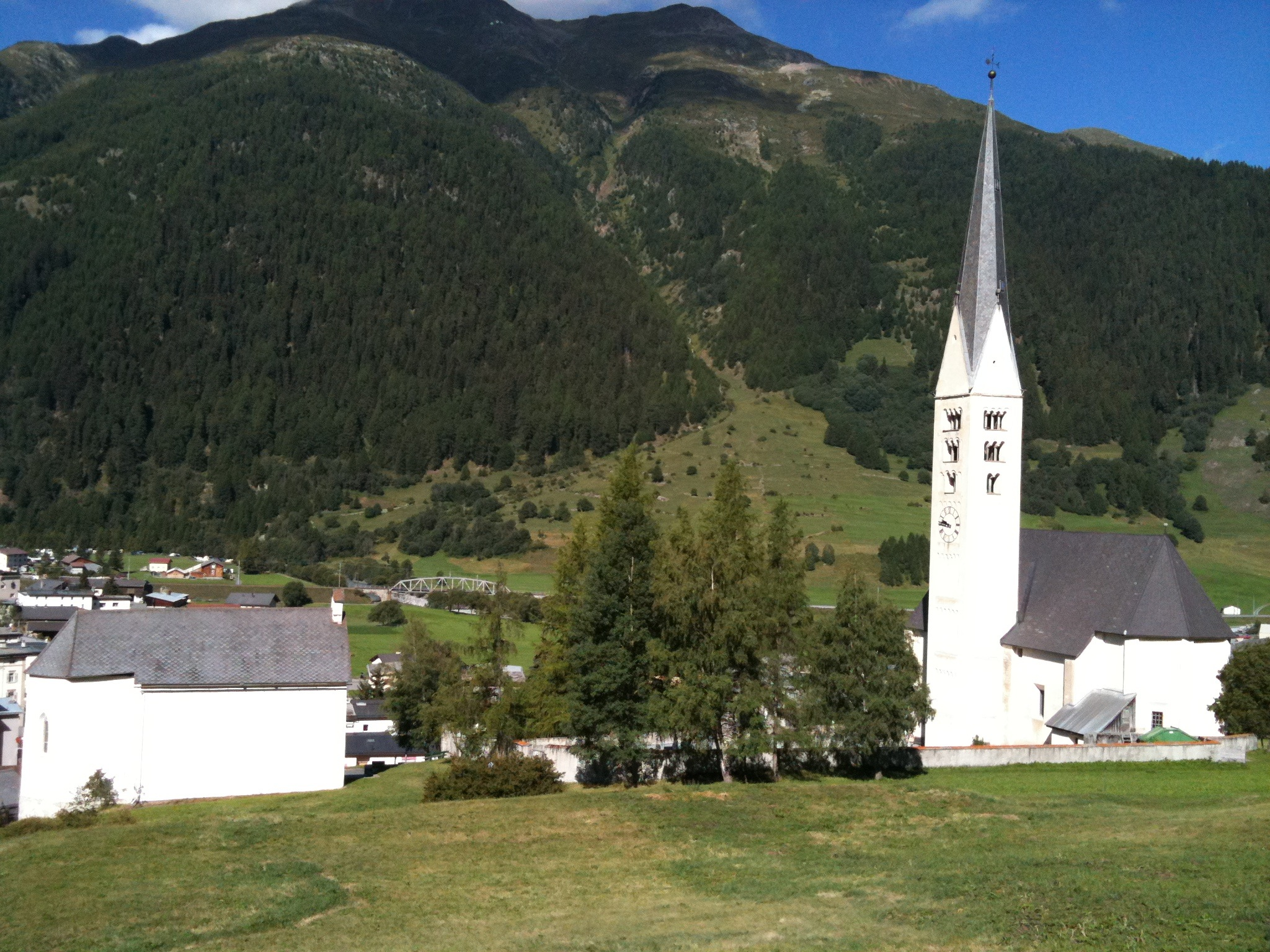
Die beiden ref. Kirchen in Zernez: links San Bastian, rechts die Hauptkirche

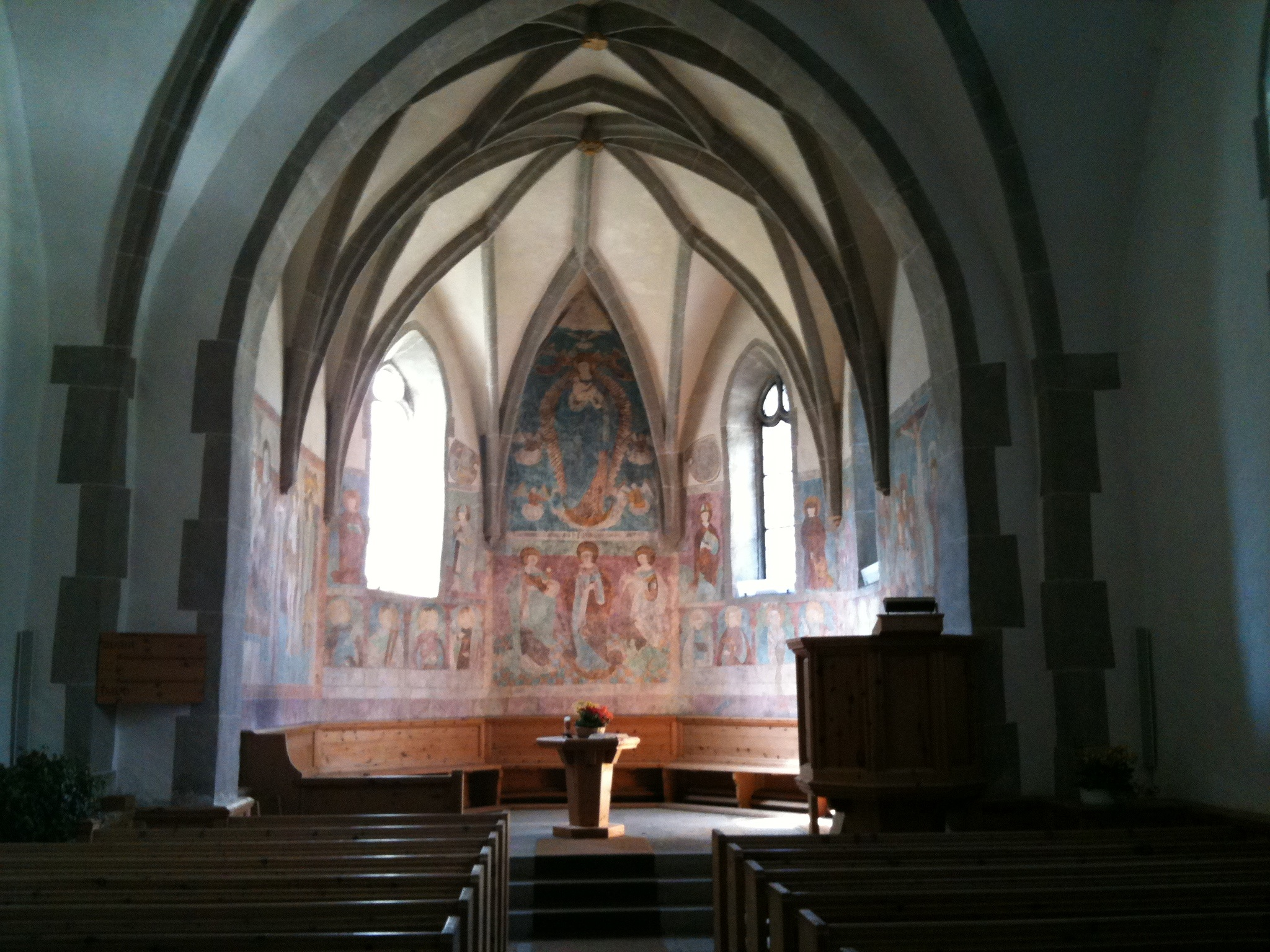
Kircheninnenraum

Die reformierte Kirche San Bastian in Zernez im Schweizer Unterengadin ist ein denkmalgeschütztes evangelisch-reformiertes Gotteshaus. Sie befindet sich direkt neben der gleichfalls reformierten Dorfkirche, welche wesentlich grösser und somit auch die Hauptpredigtkirche des Ortes ist. 

## Geschichte und Ausstattung
Das Gründungsdatum unter dem Patrozinium des heiligen Sebastian (auf Vallader «Bastian») liegt im Dunkeln. Der von einem Sterngewölbe überzogene Chor mit spätgotischen Wandmalereien eines womöglich aus dem Tirol stammenden Meisters und das Kreuzrippengewölbe des Kirchenschiffs wurden in vorreformatorischer Zeit 1490 errichtet. 
- Wandmalereien in San Bastian

"Wandmalereien
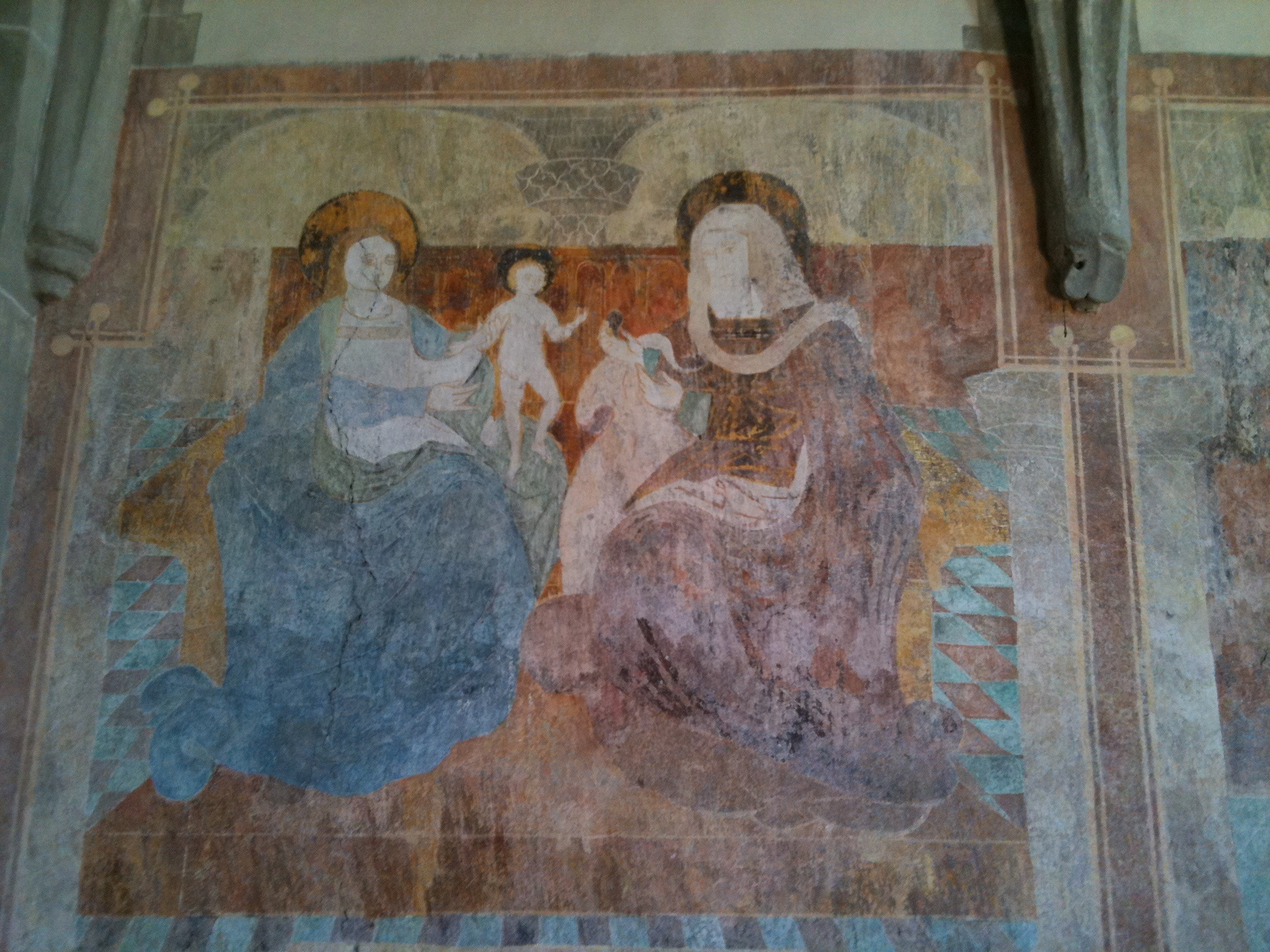
Anna selbdritt
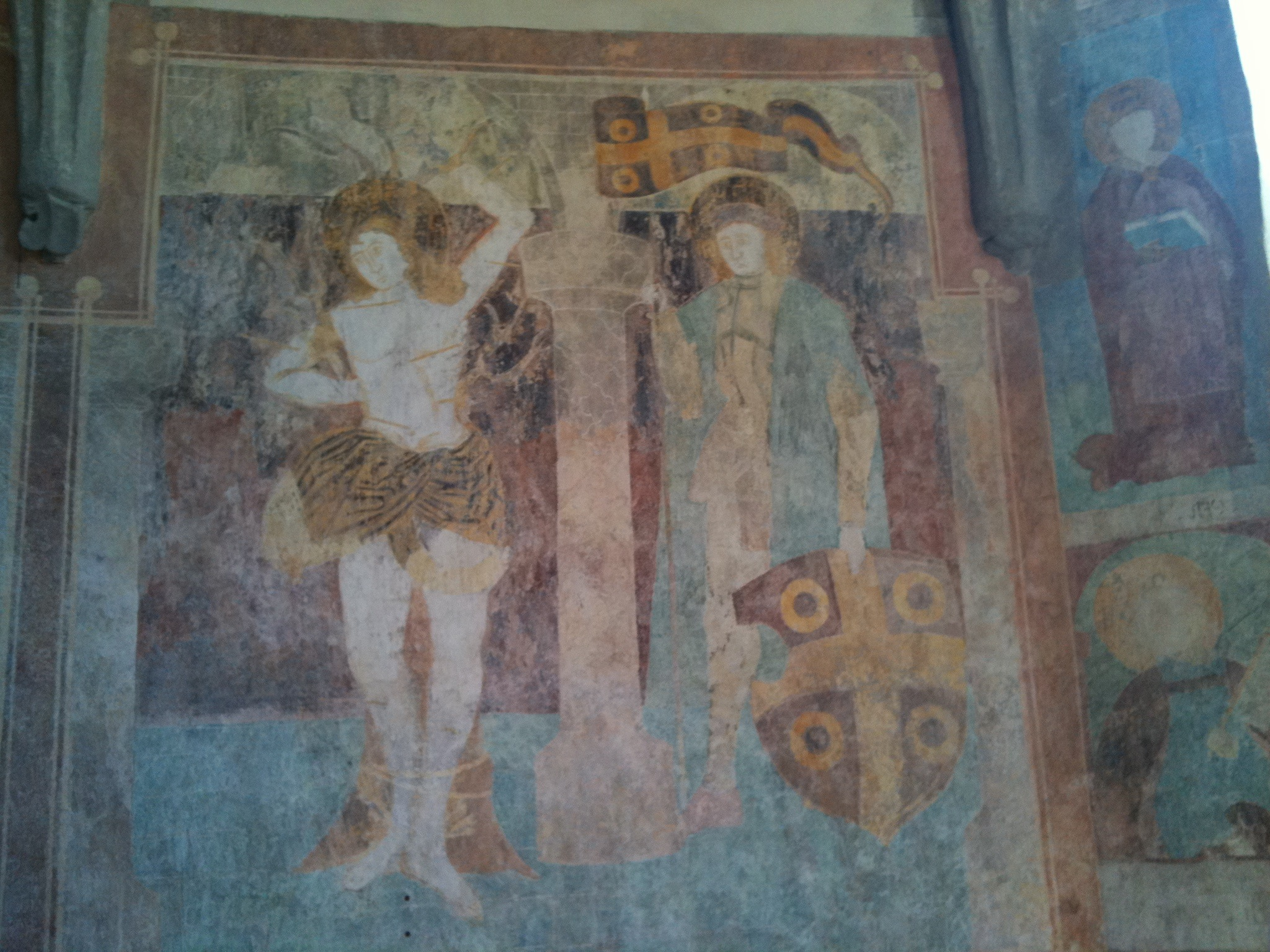
Sebastian und Mauritius
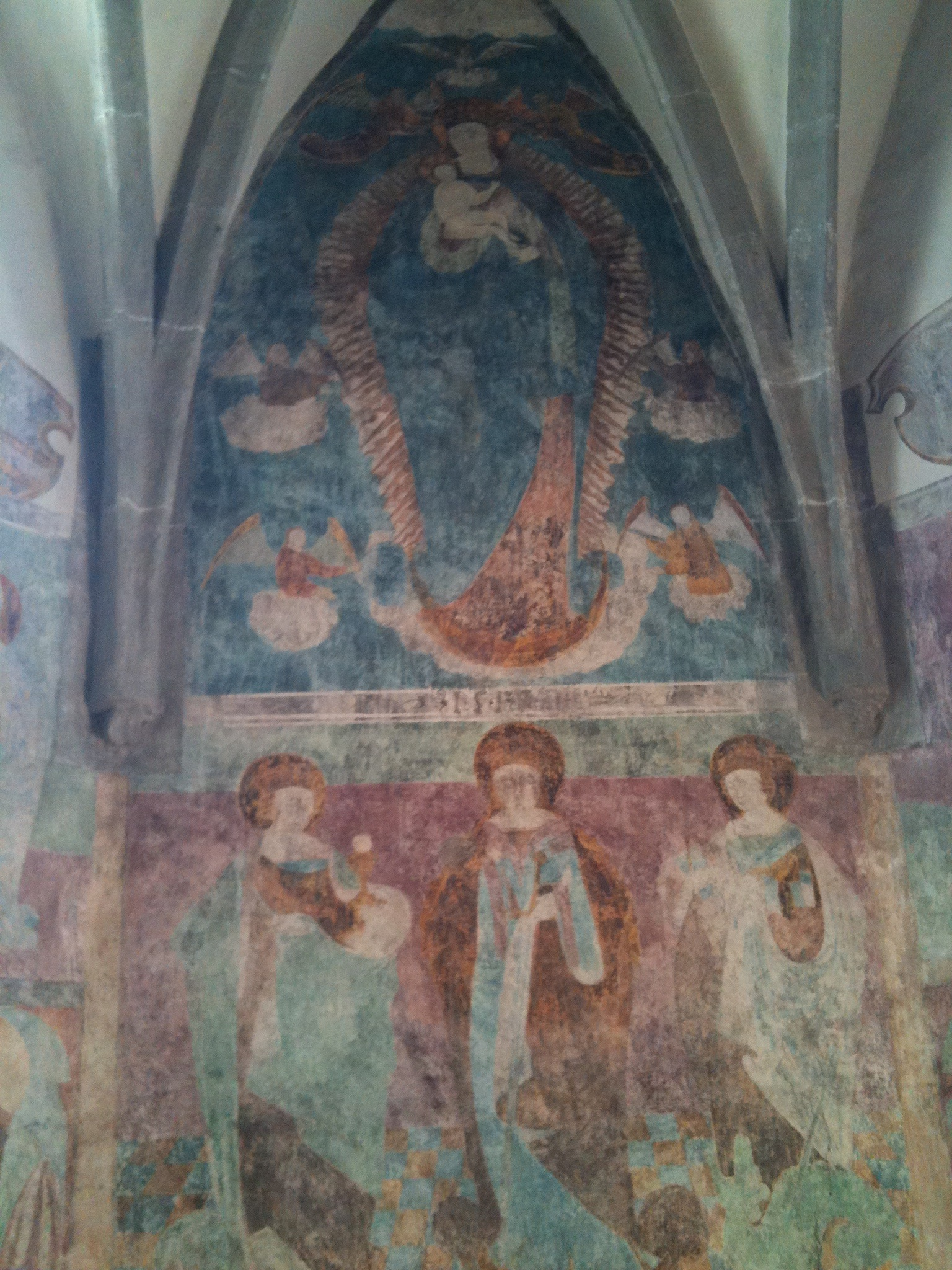
Mondsichelmadonna
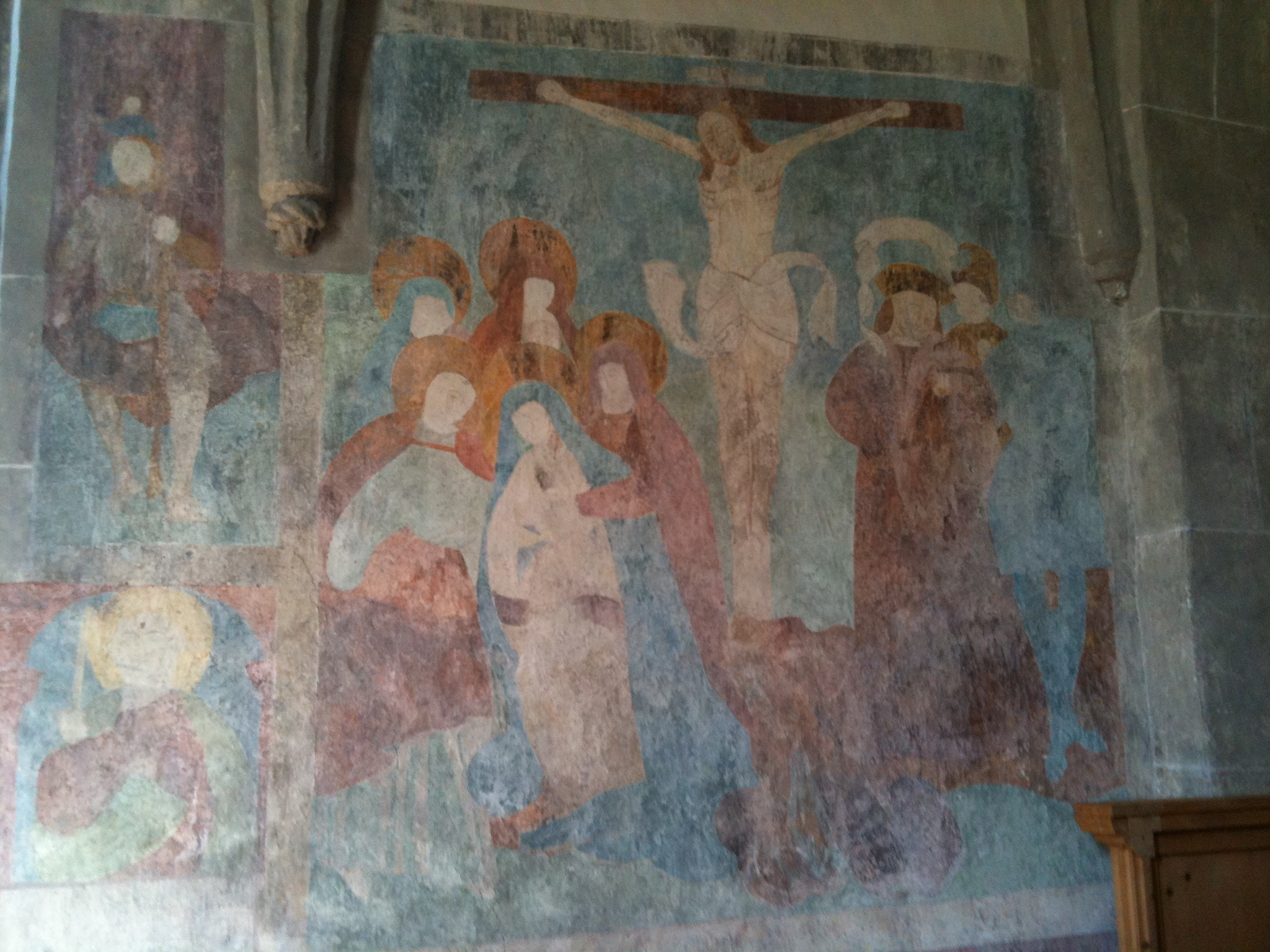
Kreuzigungsgruppe

Nach den Verheerungen der Bündner Wirren wurde die Kirche 1643 dem sakralen Gebrauch entwidmet. Erst 1949–52 erfolgte eine Restaurierung und im Anschluss daran eine erneute gottesdienstliche Nutzung des Gebäudes. Dazu gehörte auch die Aufstellung einer Truhenorgel mit neun Register (Orgel)|Registern auf einem Manual und angehängtem Pedal, die 1950 von der Manufaktur Metzler Orgelbau hergestellt worden war. 
Im Juni 2012 feierte die Bündner Synode ihr 475-jähriges Bestehen in Zernez. San Bastian war Ort der öffentlichen Synodalverhandlungen.

## Kirchliche Organisation
Innerhalb der evangelisch-reformierten Landeskirche Graubünden bildet Zernez, das eine Pastorationsgemeinschaft mit Brail und Susch bildet, mit seinen beiden reformierten Kirchen eine eigenständige Kirchengemeinde.